# Ezequiel Montagna
Ezequiel Montagna, né le 8 juin 1994 en Argentine, est un footballeur argentin. Il évolue au poste d'attaquant avec le club de Dalkurd FF.

## Biographie
Il dispute 34 matchs en première division argentine avec le club de San Martín, inscrivant quatre buts.
Il rejoint Dalkurd FF en 2021 et participe à la montée du club en Superettan.